# Andrea Tassinari
Andrea Tassinari (Bentivoglio, 12 giugno 1996) è un cestista italiano, di ruolo playmaker.

## Caratteristiche tecniche
È un playmaker dotato di estro e fantasia, le cui caratteristiche migliori sono quelle di passatore oltre che di tiratore. Queste qualità lo rendono anche un efficace streetballer, tanto da aver vinto nel 2021 i campionati italiani di pallacanestro 3x3 in cui è stato nominato MVP della competizione. È, inoltre, uno dei protagonisti della docuserie NBA Hoop Cities in qualità di MVP 2021 del noto torneo estivo dei Giardini Margherita di Bologna.

## Carriera
Nativo di Bentivoglio, è cresciuto cestisticamente nelle giovanili della Virtus Bologna, società nella quale è rimasto complessivamente per nove anni. Durante questo periodo ha contribuito alla vittoria dello scudetto Under-17 del 2012. Nelle annate 2013-2014 e 2014-2015 ha fatto parte del giro della prima squadra, con cui è andato a referto in 13 partite di Serie A scendendo in campo in 6 di esse.
Per la stagione 2015-2016 è stato girato in prestito in Serie B alla Sangiorgese di San Giorgio su Legnano. Qui ha avuto una media di 14,1 punti a partita, con un season high di 39 punti realizzato in due occasioni, contro Bergamo e Alto Sebino.
L'anno seguente ha giocato in Serie A2 con l'Andrea Costa Imola. A fronte di un utilizzo medio di 18,1 minuti, realizza 5,0 punti a gara. Per il 2017-2018 ha fatto ritorno alla Sangiorgese, producendo 14,7 punti in 32,2 minuti di media, numeri simili a quelli di due anni prima.
Nel 2018-2019 ha contribuito alla stagione della Pallacanestro Orzinuovi, squadra che nel corso di quell'annata ha chiuso al primo posto il proprio girone, vinto poi il raggruppamento play-off e infine conquistato la promozione in Serie A2 battendo San Severo alle Final Four di Montecatini Terme. I numeri di Tassinari sono stati di 10,9 punti e 3,6 assist di media in regular season, 8,0 punti e 4,4 assist ai play-off.
In vista del campionato 2019-2020 è passato alla Rucker San Vendemiano in Serie B, ma la pandemia di COVID-19 ha comportato l'interruzione della stagione sportiva nel mese di febbraio e la successiva conclusione anticipata. Fino a quel momento il playmaker centese aveva realizzato 11,2 punti e 4,9 assist di media. È stato confermato dal club veneto anche per l'annata seguente.
Nel luglio 2021 è stato ingaggiato da Rinascita Basket Rimini, società di Serie B. Con i suoi 14,1 punti e 4,9 assist in regular season e 14,4 punti e 5,3 assist ai play-off (miglior realizzatore della squadra per media punti sia in regular season che ai play-off), Tassinari è stato uno dei protagonisti della promozione che ha riportato Rimini in Serie A2. Dopo il salto di categoria, la dirigenza biancorossa lo ha confermato anche per la stagione seguente nella quale, tra regular season e seconda fase, ha giocato in media 25,1 minuti con 7,0 punti all'attivo. In occasione di gara 1 dei quarti di finale play-off in trasferta a Treviglio ha guidato i romagnoli alla vittoria con una prestazione da 28 punti e 8/13 al tiro da tre. È stato poi nuovamente confermato anche per la stagione 2023-2024, la sua terza trascorsa a Rimini, in cui (visto anche l'arrivo di Alessandro Grande, miglior realizzatore italiano della precedente A2) il suo utilizzo medio è sceso sotto ai 20 minuti a gara, nello specifico 17,6 minuti con 4,5 punti a partita.
Terminato il triennio riminese, nel luglio 2024 è stato annunciato il ritorno al suo precedente club, la Rucker San Vendemiano, con cui è tornato a giocare nel campionato di Serie B.